# Филиппово (Центральное сельское поселение)
Филиппово — деревня в Кимрском районе Тверской области, входит в состав Центрального сельского поселения.

## География
Деревня находится на берегу реки Кимрка в 4 км на запад от райцентра города Кимры.

## История

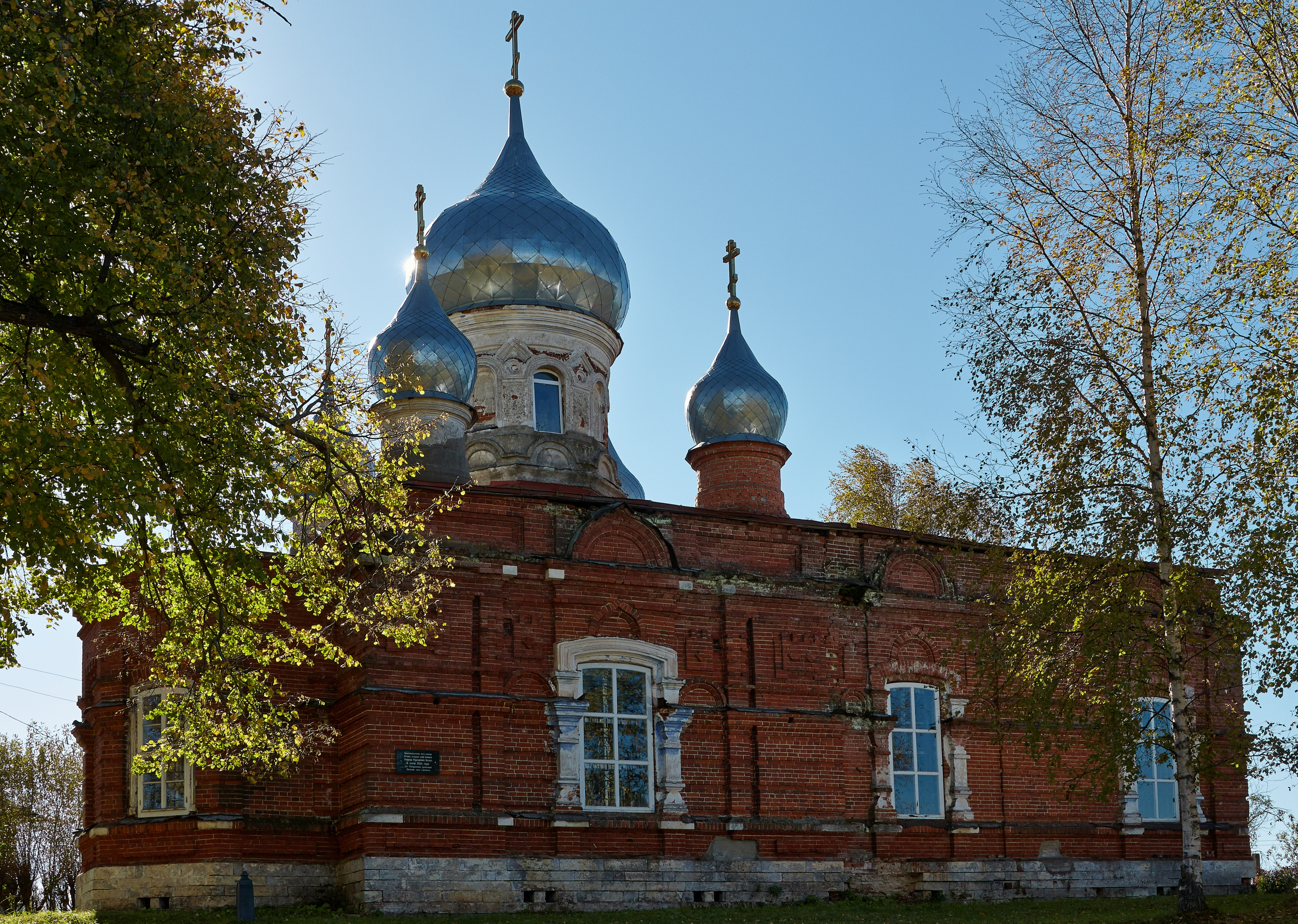
Церковь Сергия Радонежского. 2018 год

Сергиевская церковь в селе была построена в 1898 году на правом берегу реки Кимрки в память чудесного спасения царской семьи в железнодорожной катастрофе под Харьковом 17 октября 1888 года. 
В конце XIX — начале XX века село входило в состав Кимрской волости Корчевского уезда Тверской губернии. 
С 1929 года деревня являлась центром Филипповского сельсовета Кимрского района Кимрского округа Московской области, с 1935 года — в составе Калининской области, с 1994 года — в составе Шутовского сельского округа, с 2005 года — в составе Центрального сельского поселения.

## Население
| 1859 | 1887 | 2002 | 2010 |
| ---- | ---- | ---- | ---- |
| 164  | ↗218 | ↘22  | ↘18  |

## Достопримечательности
В деревне расположена действующая Церковь Сергия Радонежского (1898).